# ایستگاه اگلینتون
ایستگاه اگلینتون (انگلیسی: Eglinton station) یک ایستگاه متروی زیرزمینی در خط یک یانگ–یونیورسیتی متروی تورنتو است.